# 2e étape du Tour de France 2025
Pour un article plus général, voir Tour de France 2025.
La 2e étape du Tour de France 2025 se déroule le dimanche 6 juillet 2025 entre Lauwin-Planque et Boulogne-sur-Mer, sur une distance de 209,1 kilomètres.

## Parcours de l'étape
La deuxième étape du Tour de France 2025, disputée le dimanche 6 juillet, relie Lauwin-Planque à Boulogne-sur-Mer sur une distance de 209,1 km, ce qui en fait la plus longue du parcours cette année. L’étape débute dans la plaine autour d’Arras, avant de devenir plus accidentée à l’approche de la côte d’Opale. Après Montreuil-sur-Mer, les coureurs affrontent quatre ascensions répertoriées : la côte de Cavron-Saint-Martin (4e catégorie, 1,1 km à 5,9 %), la côte du Haut Pichot (3e catégorie, 1,1 km à 9,4 %), la côte de Saint-Étienne-au-Mont (3e catégorie, 1 km à 10,6 %, avec des passages à 15 %) et la côte d’Outreau (4e catégorie, 800 mètres à 8,8 %), située à moins de 10 kilomètres de l’arrivée. Le final comprend une dernière montée de 1,2 kilomètres à 3,8 % dans Boulogne‑sur‑Mer, avant une courte ligne droite de 100 mètres menant à l’arrivée. Ce parcours, exposé au vent et aux cassures, est favorable aux puncheurs.

## Déroulement de la course
Dès le départ, quatre hommes font la course en tête sous la pluie : Andreas Leknessund (Uno-X Mobility), Yevgeniy Fedorov (XDS Astana), Bruno Armirail (Decathlon-AG2R La Mondiale) et Brent Van Moer (Lotto). Leur avance sur le peloton se limite toutefois à trois minutes. Ils sont repris à 52 kilomètres de l'arrivée, juste après le sprint intermédiaire de Bréxent-Énocq. Malgré une fin d'étape beaucoup plus vallonnée, c’est un peloton groupé qui se présente dans les dix derniers kilomètres. Le final est nerveux avec de nombreuses attaques et accélérations dans les dernières montées qui ont pour effet de réduire le peloton à 26 unités mais sans le maillot jaune Jasper Philipsen qui a fini par lâcher prise. Terminant en puissance sur la rampe d'arrivée, son coéquipier Mathieu van der Poel évite le retour de Tadej Pogačar (UAE Emirates XRG) et s'impose. Le Néerlandais endosse le maillot jaune qui reste ainsi la propriété de l'équipe Alpecin-Deceuninck.

## Résultats
Cette section présente les résultats et prix obtenus au cours de l'étape.

### Classement de l'étape
| Classement de la 2e étape | Classement de la 2e étape | Classement de la 2e étape | Classement de la 2e étape  | Classement de la 2e étape |
|                           | Coureur                   | Pays                      | Équipe                     | Temps                     |
| ------------------------- | ------------------------- | ------------------------- | -------------------------- | ------------------------- |
| 1er                       | Mathieu van der Poel      | Pays-Bas                  | Alpecin-Deceuninck         | en 4 h 45 min 41 s        |
| 2e                        | Tadej Pogačar             | Slovénie                  | UAE Emirates XRG           | + 0 s                     |
| 3e                        | Jonas Vingegaard          | Danemark                  | Visma-Lease a Bike         | + 0 s                     |
| 4e                        | Romain Grégoire           | France                    | Groupama-FDJ               | + 0 s                     |
| 5e                        | Julian Alaphilippe        | France                    | Tudor                      | + 0 s                     |
| 6e                        | Oscar Onley               | Royaume-Uni               | Picnic-PostNL              | + 0 s                     |
| 7e                        | Aurélien Paret-Peintre    | France                    | Decathlon-AG2R La Mondiale | + 0 s                     |
| 8e                        | Kévin Vauquelin           | France                    | Arkéa-B&B Hotels           | + 0 s                     |
| 9e                        | Simone Velasco            | Italie                    | XDS Astana                 | + 0 s                     |
| 10e                       | Jenno Berckmoes           | Belgique                  | Lotto                      | + 0 s                     |
| modifier                  |                           |                           |                            |                           |

### Bonifications en temps
|   | Coureur              | Pays     | Équipe             | Bonifications |
| - | -------------------- | -------- | ------------------ | ------------- |
| 1 | Mathieu van der Poel | Pays-Bas | Alpecin-Deceuninck | 10 s          |
| 2 | Tadej Pogačar        | Slovénie | UAE Emirates XRG   | 6 s           |
| 3 | Jonas Vingegaard     | Danemark | Visma-Lease a Bike | 4 s           |

### Points attribués
| Sprint intermédiaire Énocq (Bréxent-Énocq) (km 154,6) | Sprint intermédiaire Énocq (Bréxent-Énocq) (km 154,6) | Sprint intermédiaire Énocq (Bréxent-Énocq) (km 154,6) | Sprint intermédiaire Énocq (Bréxent-Énocq) (km 154,6) | Sprint intermédiaire Énocq (Bréxent-Énocq) (km 154,6) |
| ----------------------------------------------------- | ----------------------------------------------------- | ----------------------------------------------------- | ----------------------------------------------------- | ----------------------------------------------------- |
|                                                       | Coureur                                               | Pays                                                  | Équipe                                                | Point(s)                                              |
| 1er                                                   | Yevgeniy Fedorov                                      | Kazakhstan                                            | XDS Astana                                            | 20                                                    |
| 2e                                                    | Andreas Leknessund                                    | Norvège                                               | Uno-X Mobility                                        | 17                                                    |
| 3e                                                    | Brent Van Moer                                        | Belgique                                              | Lotto                                                 | 15                                                    |
| 4e                                                    | Bruno Armirail                                        | France                                                | Decathlon-AG2R La Mondiale                            | 13                                                    |
| 5e                                                    | Jonathan Milan                                        | Italie                                                | Lidl-Trek                                             | 11                                                    |
| 6e                                                    | Tim Merlier                                           | Belgique                                              | Soudal Quick-Step                                     | 10                                                    |
| 7e                                                    | Biniam Girmay                                         | Érythrée                                              | Intermarché-Wanty                                     | 9                                                     |
| 8e                                                    | Jasper Philipsen                                      | Belgique                                              | Alpecin-Deceuninck                                    | 8                                                     |
| 9e                                                    | Anthony Turgis                                        | France                                                | TotalEnergies                                         | 7                                                     |
| 10e                                                   | Bryan Coquard                                         | France                                                | Cofidis                                               | 6                                                     |
| 11e                                                   | Paul Penhoët                                          | France                                                | Groupama-FDJ                                          | 5                                                     |
| 12e                                                   | Laurenz Rex                                           | Belgique                                              | Intermarché-Wanty                                     | 4                                                     |
| 13e                                                   | Ewen Costiou                                          | France                                                | Arkéa-B&B Hotels                                      | 3                                                     |
| 14e                                                   | Danny van Poppel                                      | Pays-Bas                                              | Red Bull-Bora-Hansgrohe                               | 2                                                     |
| 15e                                                   | Tim Wellens                                           | Belgique                                              | UAE Emirates XRG                                      | 1                                                     |
| modifier                                              |                                                       |                                                       |                                                       |                                                       |

| Arrivée d'étape Boulogne-sur-Mer (km 209,1) | Arrivée d'étape Boulogne-sur-Mer (km 209,1) | Arrivée d'étape Boulogne-sur-Mer (km 209,1) | Arrivée d'étape Boulogne-sur-Mer (km 209,1) | Arrivée d'étape Boulogne-sur-Mer (km 209,1) |
| ------------------------------------------- | ------------------------------------------- | ------------------------------------------- | ------------------------------------------- | ------------------------------------------- |
|                                             | Coureur                                     | Pays                                        | Équipe                                      | Point(s)                                    |
| 1er                                         | Mathieu van der Poel                        | Pays-Bas                                    | Alpecin-Deceuninck                          | 50                                          |
| 2e                                          | Tadej Pogačar                               | Slovénie                                    | UAE Emirates XRG                            | 30                                          |
| 3e                                          | Jonas Vingegaard                            | Danemark                                    | Visma-Lease a Bike                          | 20                                          |
| 4e                                          | Romain Grégoire                             | France                                      | Groupama-FDJ                                | 18                                          |
| 5e                                          | Julian Alaphilippe                          | France                                      | Tudor                                       | 16                                          |
| 6e                                          | Oscar Onley                                 | Royaume-Uni                                 | Picnic-PostNL                               | 14                                          |
| 7e                                          | Aurélien Paret-Peintre                      | France                                      | Decathlon-AG2R La Mondiale                  | 12                                          |
| 8e                                          | Kévin Vauquelin                             | France                                      | Arkéa-B&B Hotels                            | 10                                          |
| 9e                                          | Simone Velasco                              | Italie                                      | XDS Astana                                  | 8                                           |
| 10e                                         | Jenno Berckmoes                             | Belgique                                    | Lotto                                       | 7                                           |
| 11e                                         | Alexandre Delettre                          | France                                      | TotalEnergies                               | 6                                           |
| 12e                                         | Enric Mas                                   | Espagne                                     | Movistar                                    | 5                                           |
| 13e                                         | Santiago Buitrago                           | Colombie                                    | Bahrain Victorious                          | 4                                           |
| 14e                                         | Marc Hirschi                                | Suisse                                      | Tudor                                       | 3                                           |
| 15e                                         | João Almeida                                | Portugal                                    | UAE Emirates XRG                            | 2                                           |
| modifier                                    |                                             |                                             |                                             |                                             |

### Cols et côtes
| Côte de Cavron-Saint-Martin (km 104,3) 4e catégorie (1,1 km à 5,9 %) | Côte de Cavron-Saint-Martin (km 104,3) 4e catégorie (1,1 km à 5,9 %) | Côte de Cavron-Saint-Martin (km 104,3) 4e catégorie (1,1 km à 5,9 %) | Côte de Cavron-Saint-Martin (km 104,3) 4e catégorie (1,1 km à 5,9 %) | Côte de Cavron-Saint-Martin (km 104,3) 4e catégorie (1,1 km à 5,9 %) |
| -------------------------------------------------------------------- | -------------------------------------------------------------------- | -------------------------------------------------------------------- | -------------------------------------------------------------------- | -------------------------------------------------------------------- |
|                                                                      | Coureur                                                              | Pays                                                                 | Équipe                                                               | Point(s)                                                             |
| 1er                                                                  | Andreas Leknessund                                                   | Norvège                                                              | Uno-X Mobility                                                       | 1                                                                    |
| modifier                                                             |                                                                      |                                                                      |                                                                      |                                                                      |

| Côte du Haut Pichot (km 179,3) 3e catégorie (1,1 km à 9,4 %) | Côte du Haut Pichot (km 179,3) 3e catégorie (1,1 km à 9,4 %) | Côte du Haut Pichot (km 179,3) 3e catégorie (1,1 km à 9,4 %) | Côte du Haut Pichot (km 179,3) 3e catégorie (1,1 km à 9,4 %) | Côte du Haut Pichot (km 179,3) 3e catégorie (1,1 km à 9,4 %) |
| ------------------------------------------------------------ | ------------------------------------------------------------ | ------------------------------------------------------------ | ------------------------------------------------------------ | ------------------------------------------------------------ |
|                                                              | Coureur                                                      | Pays                                                         | Équipe                                                       | Point(s)                                                     |
| 1er                                                          | Tim Wellens                                                  | Belgique                                                     | UAE Emirates XRG                                             | 2                                                            |
| 2e                                                           | Tadej Pogačar                                                | Slovénie                                                     | UAE Emirates XRG                                             | 1                                                            |
| modifier                                                     |                                                              |                                                              |                                                              |                                                              |

| Côte de Saint-Étienne-au-Mont (km 200,4) 3e catégorie (1,0 km à 10,6 %) | Côte de Saint-Étienne-au-Mont (km 200,4) 3e catégorie (1,0 km à 10,6 %) | Côte de Saint-Étienne-au-Mont (km 200,4) 3e catégorie (1,0 km à 10,6 %) | Côte de Saint-Étienne-au-Mont (km 200,4) 3e catégorie (1,0 km à 10,6 %) | Côte de Saint-Étienne-au-Mont (km 200,4) 3e catégorie (1,0 km à 10,6 %) |
| ----------------------------------------------------------------------- | ----------------------------------------------------------------------- | ----------------------------------------------------------------------- | ----------------------------------------------------------------------- | ----------------------------------------------------------------------- |
|                                                                         | Coureur                                                                 | Pays                                                                    | Équipe                                                                  | Point(s)                                                                |
| 1er                                                                     | Tadej Pogačar                                                           | Slovénie                                                                | UAE Emirates XRG                                                        | 2                                                                       |
| 2e                                                                      | Jonas Vingegaard                                                        | Danemark                                                                | Visma-Lease a Bike                                                      | 1                                                                       |
| modifier                                                                |                                                                         |                                                                         |                                                                         |                                                                         |

| Côte d'Outreau (km 203,8) 4e catégorie (0,8 km à 8,8 %) | Côte d'Outreau (km 203,8) 4e catégorie (0,8 km à 8,8 %) | Côte d'Outreau (km 203,8) 4e catégorie (0,8 km à 8,8 %) | Côte d'Outreau (km 203,8) 4e catégorie (0,8 km à 8,8 %) | Côte d'Outreau (km 203,8) 4e catégorie (0,8 km à 8,8 %) |
| ------------------------------------------------------- | ------------------------------------------------------- | ------------------------------------------------------- | ------------------------------------------------------- | ------------------------------------------------------- |
|                                                         | Coureur                                                 | Pays                                                    | Équipe                                                  | Point(s)                                                |
| 1er                                                     | Kévin Vauquelin                                         | France                                                  | Arkéa-B&B Hotels                                        | 1                                                       |
| modifier                                                |                                                         |                                                         |                                                         |                                                         |

### Prix de la combativité
- Bruno Armirail (Decathlon-AG2R La Mondiale)

## Classements à l'issue de l'étape
Cette section présente le classement général et les différents classements annexes à l'issue de l'étape.

### Classement général
| Classement général | Classement général   | Classement général | Classement général  | Classement général |
|                    | Coureur              | Pays               | Équipe              | Temps              |
| ------------------ | -------------------- | ------------------ | ------------------- | ------------------ |
| 1er                | Mathieu van der Poel | Pays-Bas           | Alpecin-Deceuninck  | en 8 h 38 min 42 s |
| 2e                 | Tadej Pogačar        | Slovénie           | UAE Emirates XRG    | + 4 s              |
| 3e                 | Jonas Vingegaard     | Danemark           | Visma-Lease a Bike  | + 6 s              |
| 4e                 | Kévin Vauquelin      | France             | Arkéa-B&B Hotels    | + 10 s             |
| 5e                 | Matteo Jorgenson     | États-Unis         | Visma-Lease a Bike  | + 10 s             |
| 6e                 | Enric Mas            | Espagne            | Movistar            | + 10 s             |
| 7e                 | Jasper Philipsen     | Belgique           | Alpecin-Deceuninck  | + 31 s             |
| 8e                 | Joseph Blackmore     | Royaume-Uni        | Israel-Premier Tech | + 41 s             |
| 9e                 | Tobias Johannessen   | Norvège            | Uno-X Mobility      | + 41 s             |
| 10e                | Ben O'Connor         | Australie          | Jayco AlUla         | + 41 s             |
| modifier           |                      |                    |                     |                    |

| Classement par points | Classement par points | Classement par points | Classement par points | Classement par points |
| --------------------- | --------------------- | --------------------- | --------------------- | --------------------- |
|                       | Coureur               | Pays                  | Équipe                | Point(s)              |
| 1er                   | Jasper Philipsen      | Belgique              | Alpecin-Deceuninck    | 71 points             |
| 2e                    | Biniam Girmay         | Érythrée              | Intermarché-Wanty     | 54 pts                |
| 3e                    | Mathieu van der Poel  | Pays-Bas              | Alpecin-Deceuninck    | 50 pts                |
| 4e                    | Anthony Turgis        | France                | TotalEnergies         | 36 pts                |
| 5e                    | Jonathan Milan        | Italie                | Lidl-Trek             | 31 pts                |
| 6e                    | Tadej Pogačar         | Slovénie              | UAE Emirates XRG      | 30 pts                |
| 7e                    | Paul Penhoët          | France                | Groupama-FDJ          | 26 pts                |
| 8e                    | Bryan Coquard         | France                | Cofidis               | 23 pts                |
| 9e                    | Yevgeniy Fedorov      | Kazakhstan            | XDS Astana            | 20 pts                |
| 10e                   | Jonas Vingegaard      | Danemark              | Visma-Lease a Bike    | 20 pts                |
| modifier              |                       |                       |                       |                       |

| Classement du meilleur grimpeur | Classement du meilleur grimpeur | Classement du meilleur grimpeur | Classement du meilleur grimpeur | Classement du meilleur grimpeur |
| ------------------------------- | ------------------------------- | ------------------------------- | ------------------------------- | ------------------------------- |
|                                 | Coureur                         | Pays                            | Équipe                          | Point(s)                        |
| 1er                             | Tadej Pogačar                   | Slovénie                        | UAE Emirates XRG                | 3 points                        |
| 2e                              | Tim Wellens                     | Belgique                        | UAE Emirates XRG                | 2 pts                           |
| 3e                              | Benjamin Thomas                 | France                          | Cofidis                         | 2 pts                           |
| 4e                              | Jonas Vingegaard                | Danemark                        | Visma-Lease a Bike              | 2 pts                           |
| 5e                              | Kévin Vauquelin                 | France                          | Arkéa-B&B Hotels                | 1 pt                            |
| 6e                              | Andreas Leknessund              | Norvège                         | Uno-X Mobility                  | 1 pt                            |
| modifier                        |                                 |                                 |                                 |                                 |

| Classement général du meilleur jeune | Classement général du meilleur jeune | Classement général du meilleur jeune | Classement général du meilleur jeune | Classement général du meilleur jeune |
|                                      | Coureur                              | Pays                                 | Équipe                               | Temps                                |
| ------------------------------------ | ------------------------------------ | ------------------------------------ | ------------------------------------ | ------------------------------------ |
| 1er                                  | Kévin Vauquelin                      | France                               | Arkéa-B&B Hotels                     | en 8 h 38 min 52 s                   |
| 2e                                   | Joseph Blackmore                     | Royaume-Uni                          | Israel-Premier Tech                  | + 31 s                               |
| 3e                                   | Mattias Skjelmose                    | Danemark                             | Lidl-Trek                            | + 39 s                               |
| 4e                                   | Oscar Onley                          | Royaume-Uni                          | Picnic-PostNL                        | + 39 s                               |
| 5e                                   | Remco Evenepoel                      | Belgique                             | Soudal Quick-Step                    | + 39 s                               |
| 6e                                   | Florian Lipowitz                     | Allemagne                            | Red Bull-Bora-Hansgrohe              | + 39 s                               |
| 7e                                   | Jenno Berckmoes                      | Belgique                             | Lotto                                | + 39 s                               |
| 8e                                   | Carlos Rodríguez                     | Espagne                              | Ineos Grenadiers                     | + 1 min 10 s                         |
| 9e                                   | Samuel Watson                        | Royaume-Uni                          | Ineos Grenadiers                     | + 1 min 29 s                         |
| 10e                                  | Ben Healy                            | Irlande                              | EF Education-EasyPost                | + 2 min 8 s                          |
| modifier                             |                                      |                                      |                                      |                                      |

| Classement par équipes | Classement par équipes     | Classement par équipes | Classement par équipes |
|                        | Équipe                     | Pays                   | Temps                  |
| ---------------------- | -------------------------- | ---------------------- | ---------------------- |
| 1re                    | Groupama-FDJ               | France                 | en 25 h 56 min 36 s    |
| 2e                     | Visma-Lease a Bike         | Pays-Bas               | + 31 s                 |
| 3e                     | Alpecin-Deceuninck         | Belgique               | + 2 min 0 s            |
| 4e                     | UAE Emirates XRG           | Émirats arabes unis    | + 2 min 8 s            |
| 5e                     | Arkéa-B&B Hotels           | France                 | + 2 min 20 s           |
| 6e                     | TotalEnergies              | France                 | + 2 min 20 s           |
| 7e                     | Cofidis                    | France                 | + 2 min 20 s           |
| 8e                     | Decathlon-AG2R La Mondiale | France                 | + 2 min 28 s           |
| 9e                     | Jayco AlUla                | Australie              | + 2 min 51 s           |
| 10e                    | EF Education-EasyPost      | États-Unis             | + 2 min 58 s           |
| modifier               |                            |                        |                        |

## Abandon
Aucun coureur n'a abandonné au cours de l'étape.